# Skonto FC
Skonto Football Club, známý též jako Skonto Riga, je lotyšský fotbalový klub z města Riga. Založen byl roku 1991 jako Forums-Skonto. Klubové barvy jsou modrá, bílá a červená. Domácím hřištěm je Skonto stadions. Dlouhá léta vládl lotyšskému fotbalu, v současné době však už kvůli finančním potížím nejvyšší soutěž nehraje.

## Slavná léta
Klub se okamžitě po svém vzniku stal hegemonem lotyšské kopané, patnáctkrát se stal lotyšským mistrem (1991, 1992, 1993, 1994, 1995, 1996, 1997, 1998, 1999, 2000, 2001, 2002, 2003, 2004, 2010), v letech 1991-2004 vyhrál Virslīgu čtrnáctkrát po sobě. K tomu osmkrát vyhrál lotyšský pohár (1992, 1995, 1997, 1998, 2000, 2001, 2002, 2012). V roce 2011 vyhrál klub pobaltskou fotbalovou soutěž Baltic League, v čistě lotyšském finále porazil FK Ventspils až v penaltovém rozstřelu.

## Bankrot
Kvůli dlouhodobým finančním problémům, chátrajícímu stadionu a nevyhovujícím tréninkovým prostorům nedostal klub v únoru 2016 licenci pro nejvyšší soutěž a tak hrál v sezóně 2016 (v Lotyšsku se hraje systémem jaro-podzim) jen 2. ligu. Od sezóny 2017 nehrál ani tu, ocitl se totiž v insolvenci.